# Nikolaj Kuznetsov (roddare)
Nikolaj Aleksandrovitj Kuznetsov (ryska: Николай Александрович Кузнецов), född den 1 juli 1953 i Moskva, är en sovjetisk roddare.
Han tog OS-brons i fyra utan styrman i samband med de olympiska roddtävlingarna 1976 i Montréal.